# Станица метроа Кингс крос Сент Панкрас
Кингс Крос св. Панкрас (енгл. King's Cross St. Pancras tube station) је станица у мрежи лондонског метроа. Налази се у близини две велике железничке станице, Кингс Крос и Свети Панкрас, по којима је и добила назив. Станица се налази у тарифној зони 1. Кроз станицу је у 2008. години прошло 67,07 милиона путника.

## Историја
Прва станица метроа у близини Кингс Кроса отворена је 1863. године као део оригиналне Метрополитан линије, а преуређивана је 1868. и 1926. године. Нове платформе за потповршинске линије отворене су 1941. године, а налазиле су се око 400 метара западно у односу на првобитну локацију како би се прелазак на платформе дубинских линија учинио једноставнијим.
Платформе на садашнњој Пикадили линији отворене су у децембру 1906, а на Северној линији у мају 1907. године. Платформе на Викторија линији отворене су 1. децембра 1968. године, када се отворила и друга секција те линије. 
18. новембра 1987. године на станици је дошло до великог пожара који је изазвао смрт 31 особе.

## Линије
Кингс Крос св. Панкрас опслужује линије Викторија, Кружна, Метрополитан, Пикадили и Северна.
| Претходна станица                                                                          | Линија метроа | Линија метроа    | Линија метроа | Следећа станица                                      |
| ------------------------------------------------------------------------------------------ | ------------- | ---------------- | ------------- | ---------------------------------------------------- |
| Јустон према станици Брикстон                                                              |               | Викторија        |               | Хајбери и Ислингтон према станици Волтамстоу Централ |
| Јустон Сквер према станици Хај Стрит Кенсингтон                                            |               | Кружна           |               | Фарингдон према станици Ливерпул Стрит               |
| Јустон Сквер према станици Чешам, Ватфорд, Аксбриџ или Амершам                             |               | Метрополитан     |               | Фарингдон према станици Алдгејт                      |
| Расел Сквер према станици Аксбриџ или аеродрому Хитроу (Терминали 1, 2 и 3 или Терминал 5) |               | Пикадили         |               | Каледонијан Роуд према станици Кокфостерс            |
| Јустон према станици Еџвер, Мил Хил Ист или Хај Барнет                                     |               | Северна          |               | Ејнџел према станици Морден                          |
| Јустон Сквер према станици Хамерсмит                                                       |               | Хамерсмит и Сити |               | Фарингдон према станици Баркинг                      |

## Галерија
- Улаз у станицу
- Улаз из железничке станице св. Панкрас
- Знак станице
- Платформа Викторија линије
- Воз на платформи Хамерсмит и Сити линије
- Хол станице
- Покретне степенице
- Лифт у станици